# Acedillo
Acedillo, Junta Administrativa y antiguo municipio de Castilla la Vieja, hoy comunidad autónoma de Castilla y León, en la provincia de Burgos (España). Está situada en la comarca de Páramos y en la actualidad depende del Ayuntamiento de Villadiego.

## Datos generales

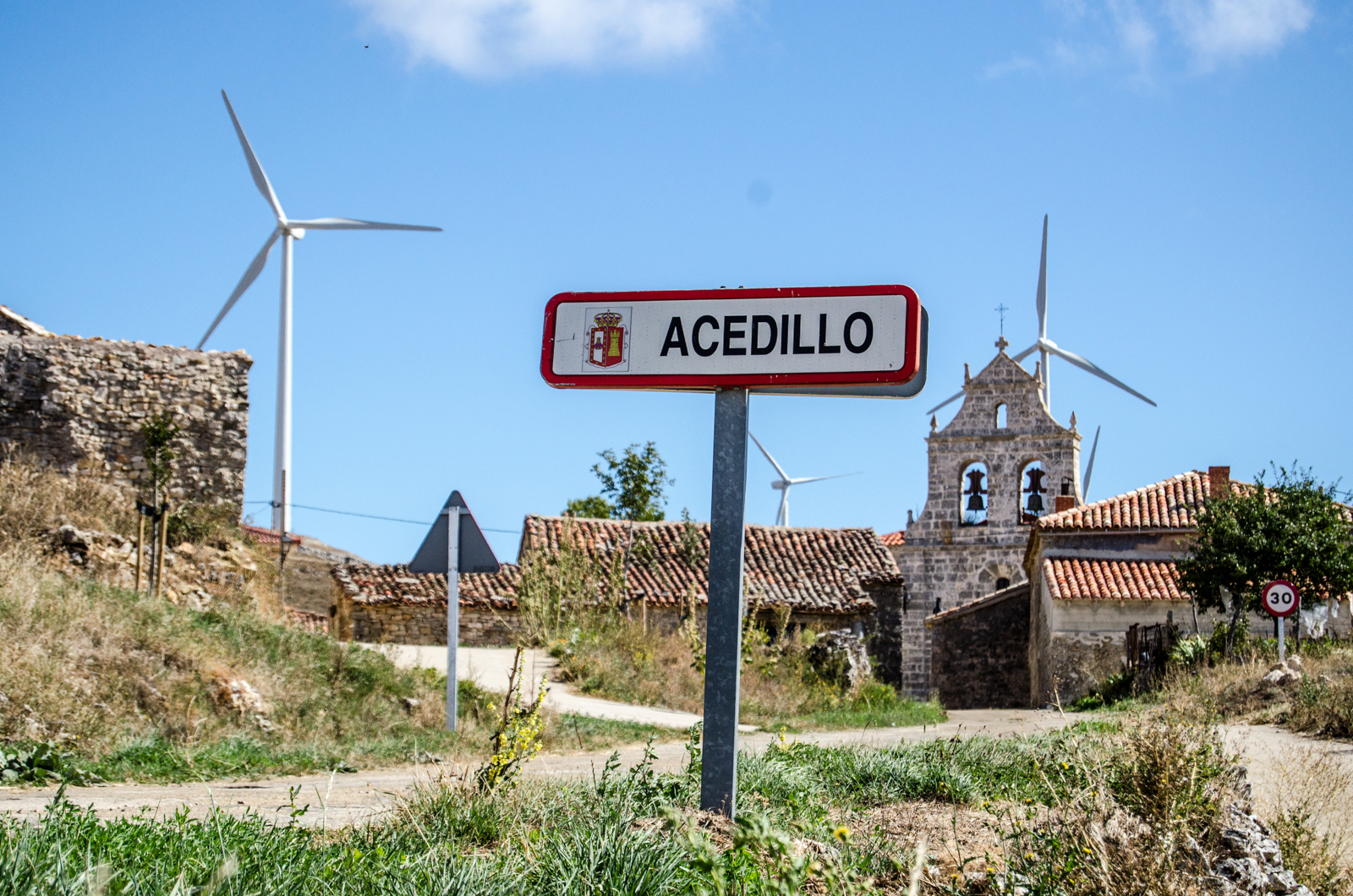
Acceso a la localidad.

En 2024, contaba con 11 habitantes.
Está situado en un vallejo al pie de la sierra de El Perul, 16 km al nordeste de la capital del municipio. El acceso por carretera se realiza a partir de Coculina, por el ramal  BU-V-6069-4  de 2,6 km de longitud, y que termina en la localidad.
Wikimapia/Coordenadas: 42°34′15″ N 3°51′59″ O

## Descripción de Sebastián Miñano (1826)
Lugar de Señorío, de España, en Castilla la Vieja, provincia de Burgos y Arzobispado de Burgos, partido de Villadiego, Cuadrilla del Condado, Regidor Pedáneo, 28 vecinos, 117 habitantes.

### Situación
- Dista 5 leguas y media de la capital.
- Contribuye con Coculina y Bustillo del Páramo.

## Historia
A la caída del Antiguo Régimen queda constituida como ayuntamiento constitucional del mismo nombre en el partido de Villadiego, región de Castilla la Vieja, que en el censo de la matrícula catastral contaba con 18 hogares y 56 vecinos.
Hasta hace menos de cien años Acedillo contaba con una fragua, sastre, zapatero, entre otros.
Según las diferentes reseñas históricas Acedillo, todavía en la primera mitad del siglo XIV, “el pueblo estaba yermo” es decir, que no existía. Es muy posible que el pueblo se crease como asentamiento una vez construido el castillo.
Actualmente el yacimiento se localiza sobre la plataforma superior de un gran farallón de calizas (relieve residual erosionado por los arroyos que conforman la cabecera del río Bustillo). Esta fortaleza ocupaba un emplazamiento estratégico desde el que se dominaba en dirección sur el curso alto del río Bustillo.
Se documentan en la parte más alta del farallón los restos de una edificación de planta cuadrangular de la que se conserva una parte del alzado del muro norte y los derrumbes del resto de los muros. Por el sur y el oeste se puede apreciar una línea de foso a la cual se documenta un derrumbe perteneciente a otra línea defensiva.
Según referencias históricas en el siglo XIV la torre pertenecía a los Delgadillo, pasando a los Salazar a finales del siglo XV. Posteriormente y ya en el siglo XVI la fortaleza debió pertenecer al alcalde de Burgos, D. Antonio Sarmiento.
Se sabe por un informe del año 1774 que, ya en ese periodo, el castillo estaba sin tejas ni madera y la mayor parte de él arruinado.

### Camino Real Viejo del Caracol
El camino Real Viejo Caracol aprovecha el paso natural que corta la línea de relieves en la zona de vaguada
conformada al Este por El Perul y al Oeste por La Pinza, ascendiendo hasta el borde del páramo. Es un tramo de unos
550 m, con recorrido de pendientes pronunciadas y perfil sinuoso. Presenta suelo de cantos de caliza de gran tamaño
con un drenaje de piedras colocadas en forma de cuña en la zona de cuesta más pronunciada. A unos 150 m en
dirección a la confluencia con el camino de Acedillo a Quintanilla de Abarca se conserva un paso sobre un arroyo que
cruza el camino, realizado con sillares de caliza a ambos lados que sirven de base a grandes losas planas de caliza. Abásolo lo identifica con una vieja ruta medieval que sigue el curso de Urbel.

## Economía
La principal fuente de ingresos de la localidad es la explotación de aerogeneradores.
También se desarrolla la actividad agrícola de cereal de secano y girasol.

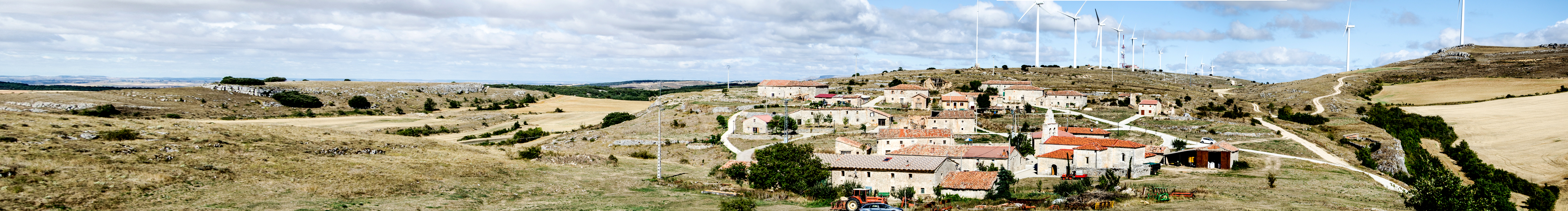
Vista desde El Castillo

Se explota el coto de caza.

## Patrimonio

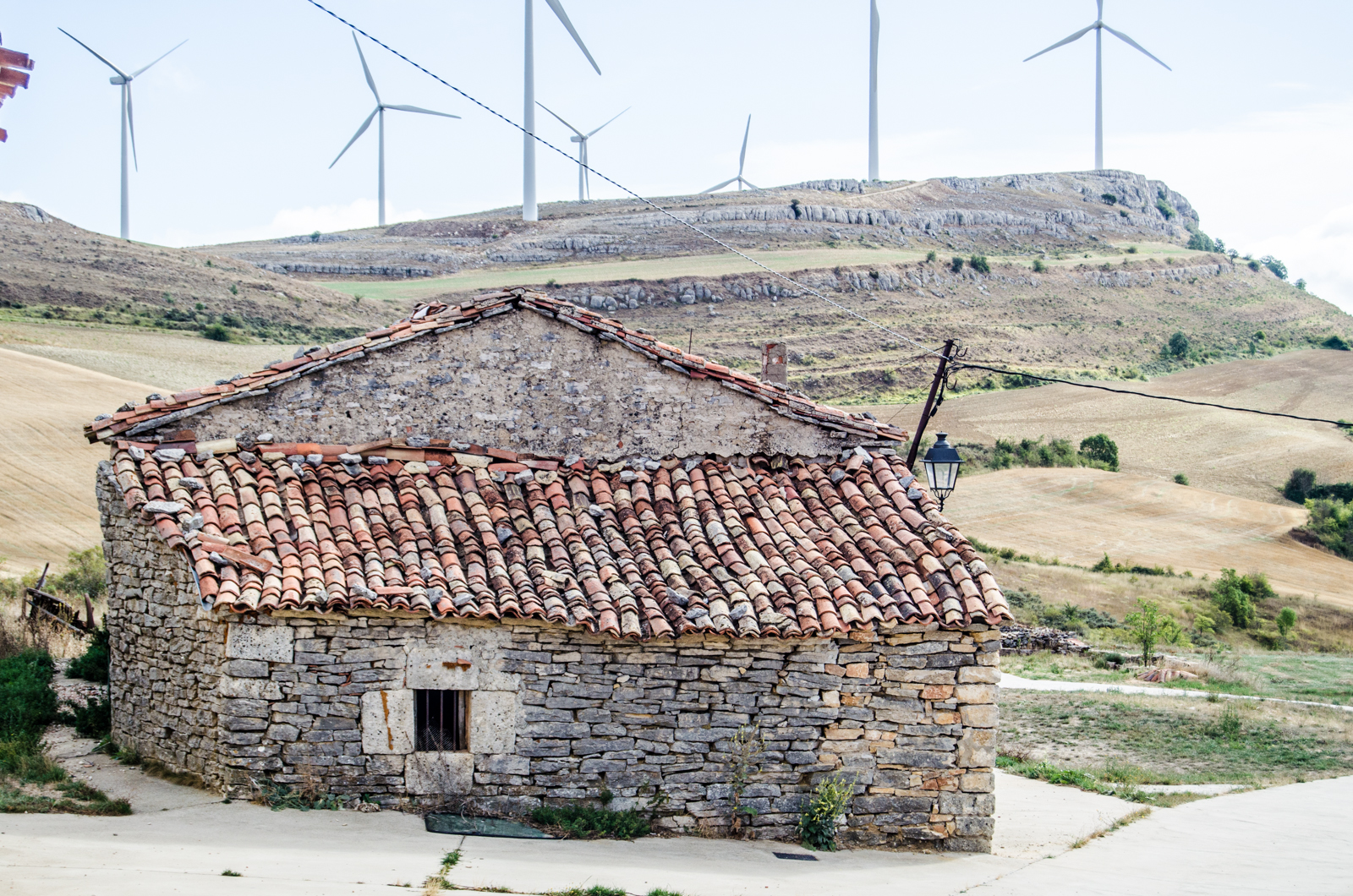
Acedillo. El monte de El Perul al fondo.

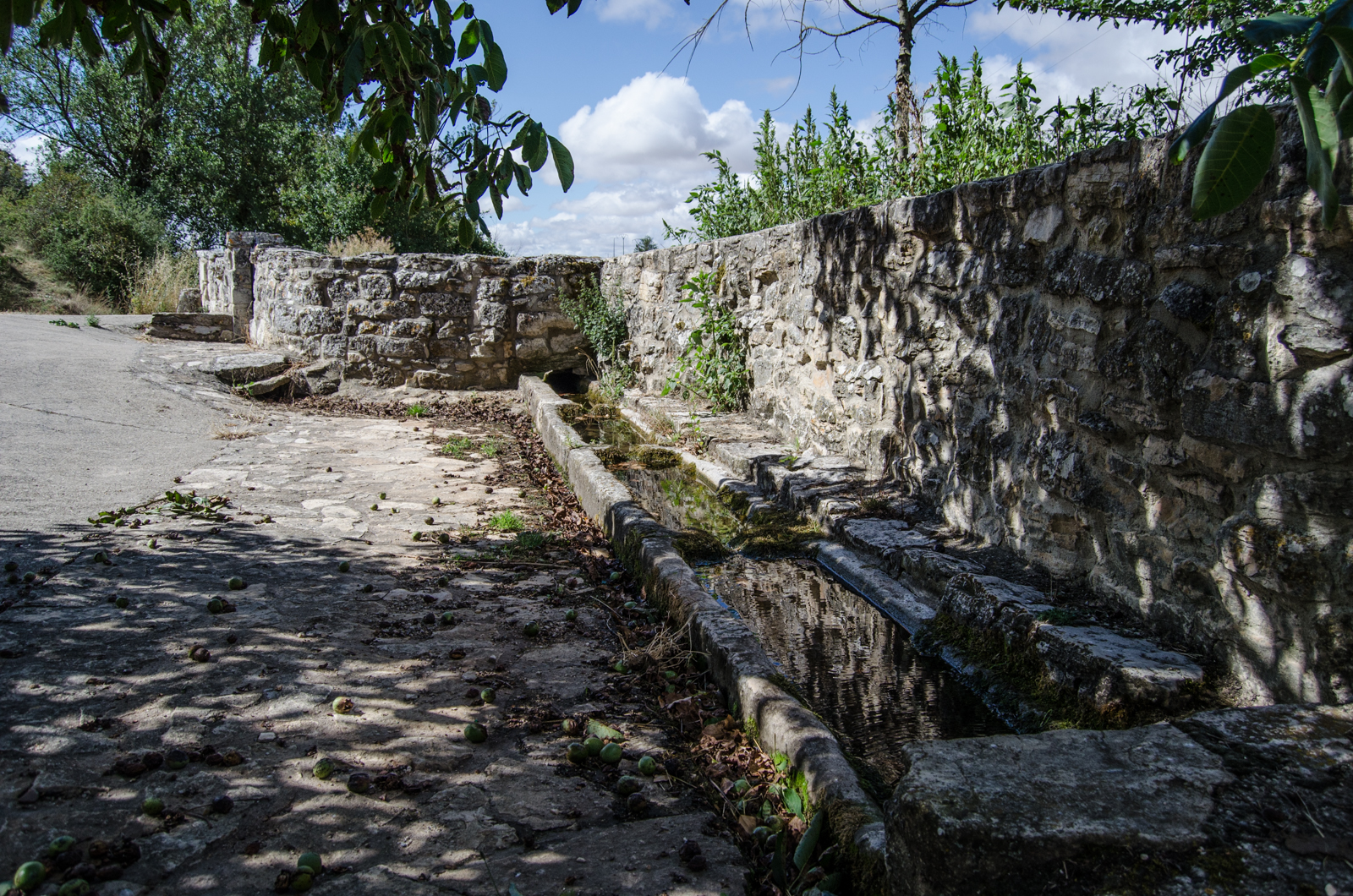
Abrevadero
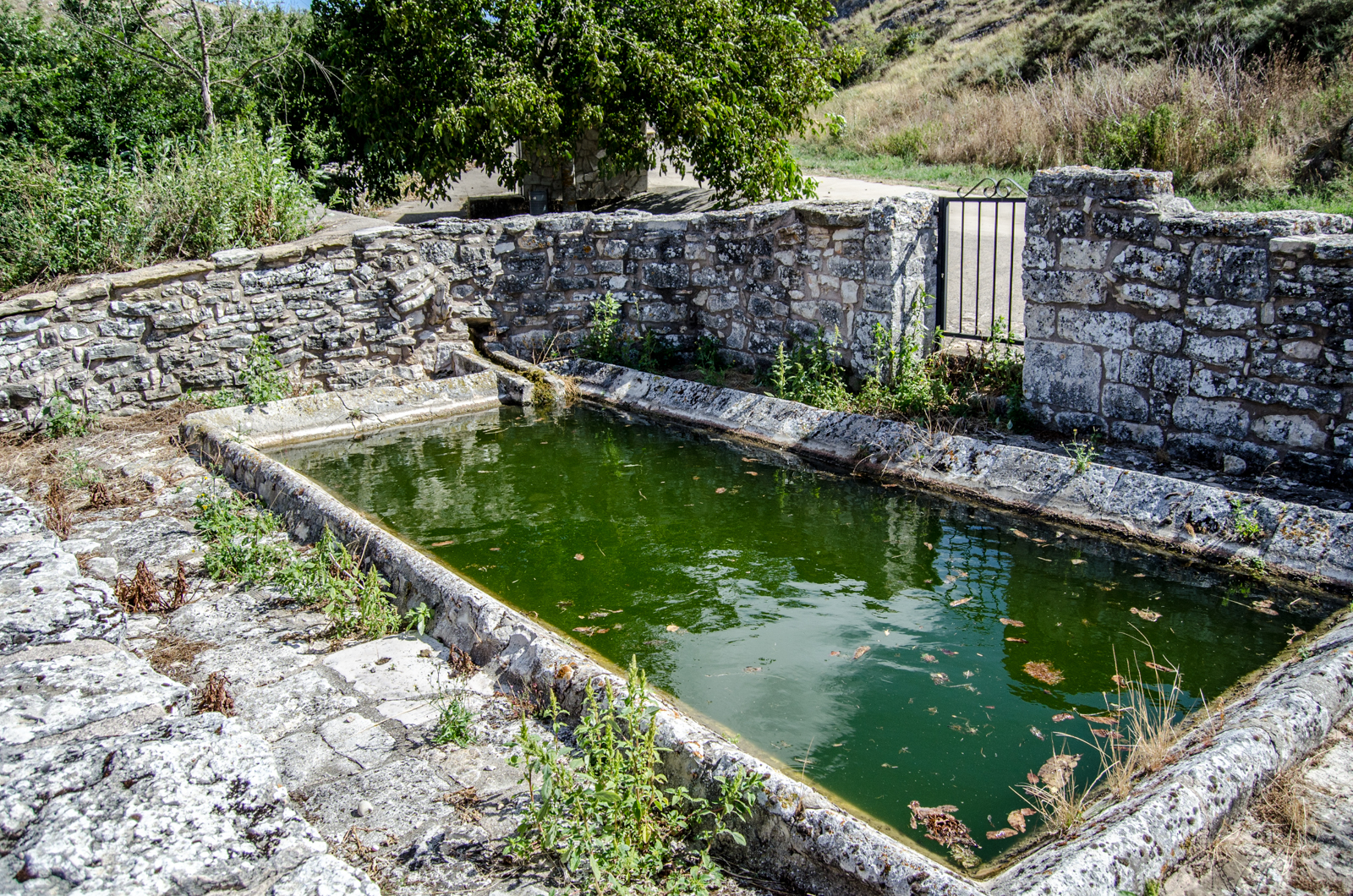
Lavadero

Iglesia católica de San Millán AbadDependiente de la parroquia de Coculina en el Arcipestrazgo de Amaya, diócesis de Burgos . Iglesia de sillería y mampostería de una nave. La fábrica principal es del siglo XVI, construida sobre una anterior románica. Espadaña barroca (siglo XVIII) a los pies, con escalera de caracol adosada a la nave, capilla y sacristía. Cabecera poligonal con contrafuertes góticos tardíos (siglo XVIII). De la época románica se conservan partes de la portada y la pila bautismal. Su primera cita documental es de 1587, aunque puede relacionarse con la fundación de Acedillo.

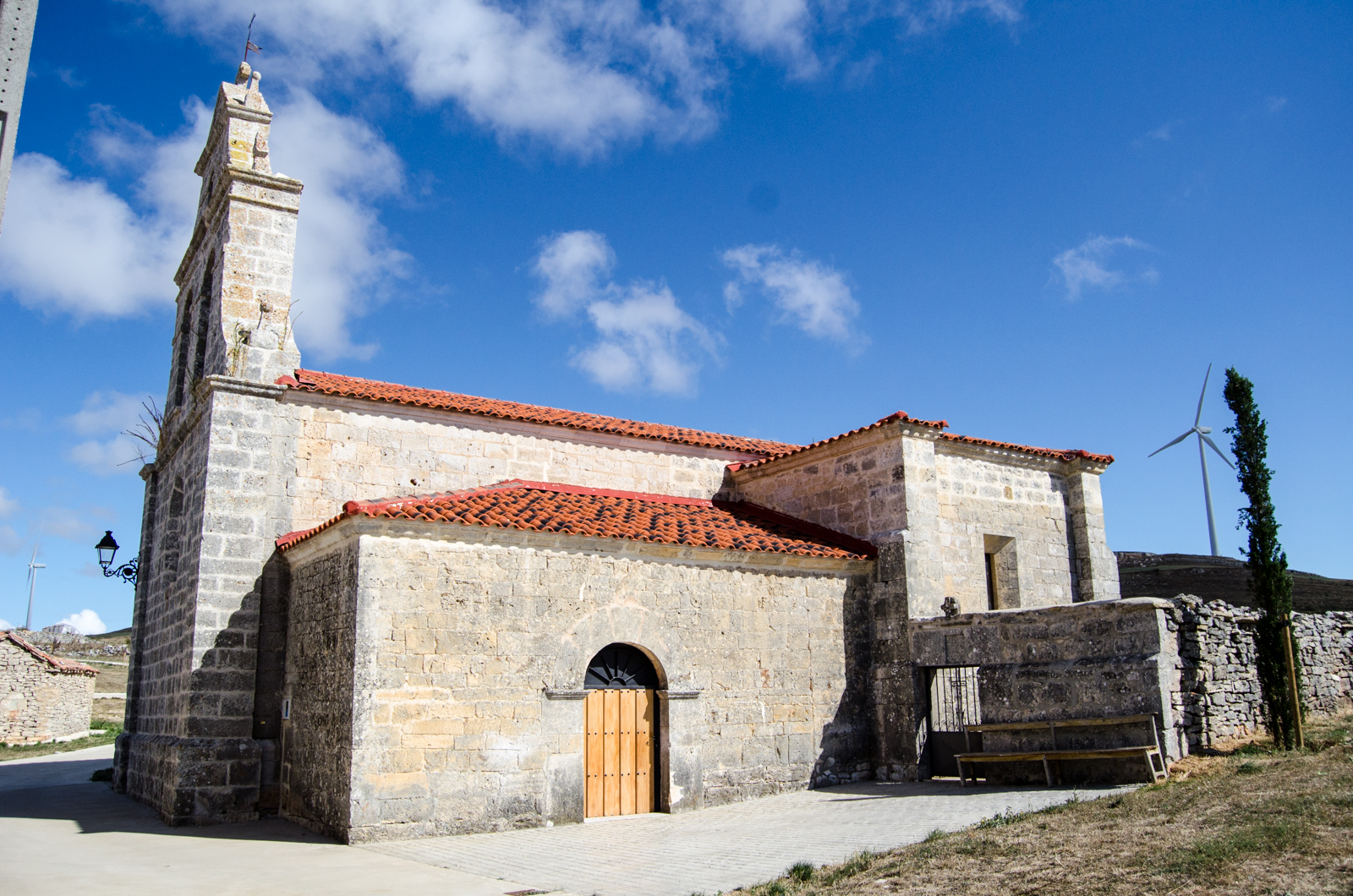
San Millán Abad.
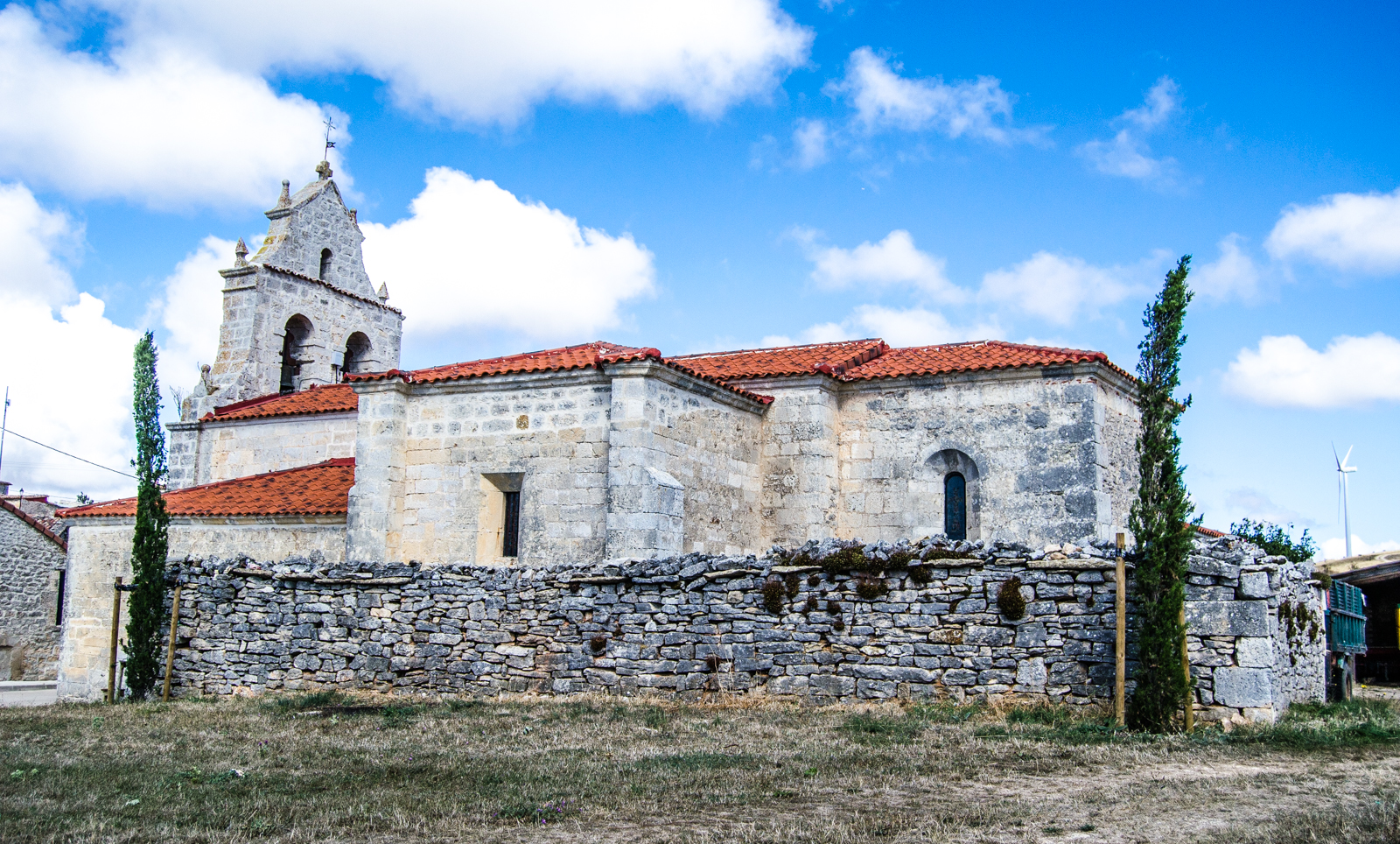
San Millán Abad.
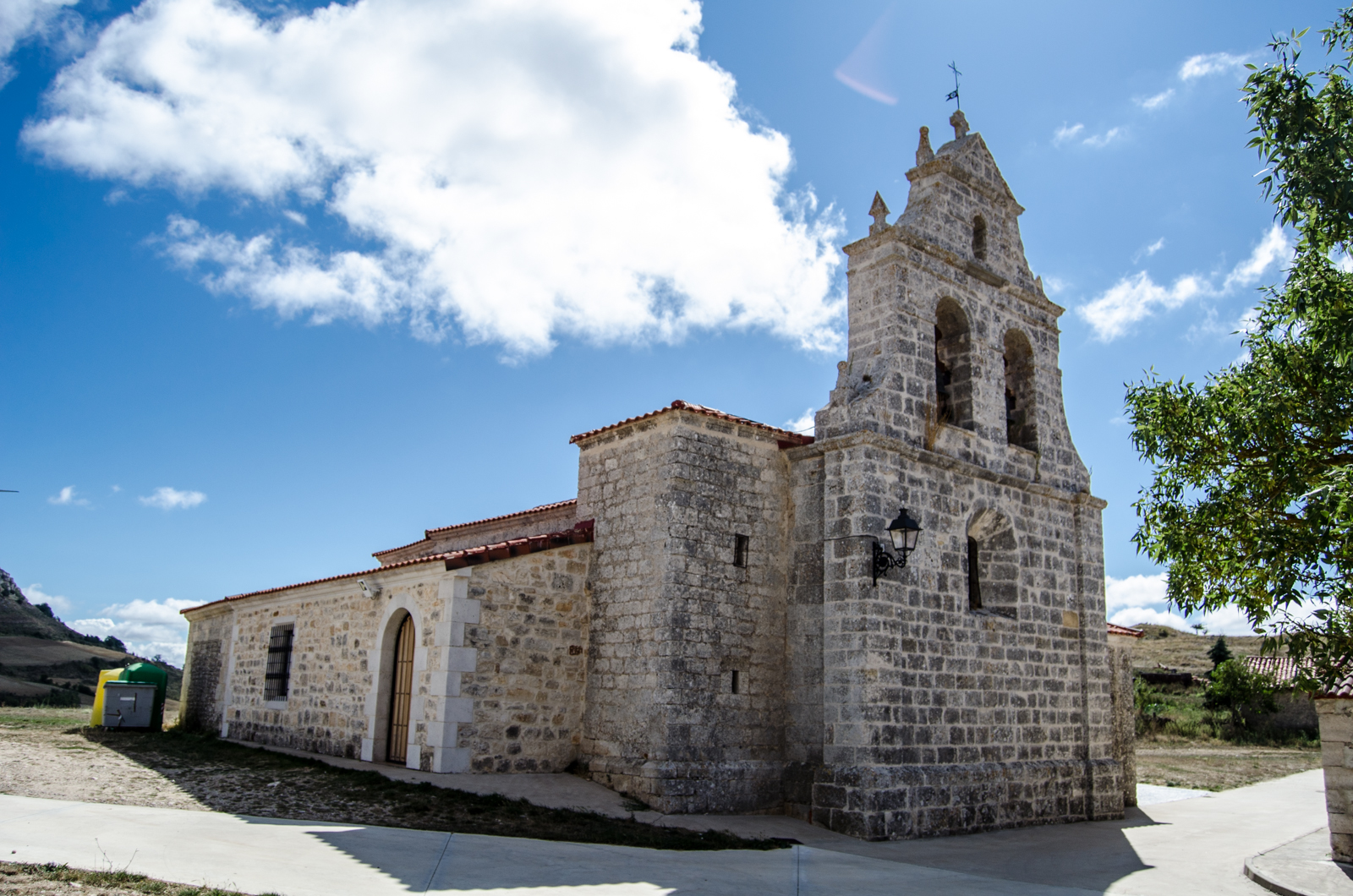
Fachadas norte y oeste.
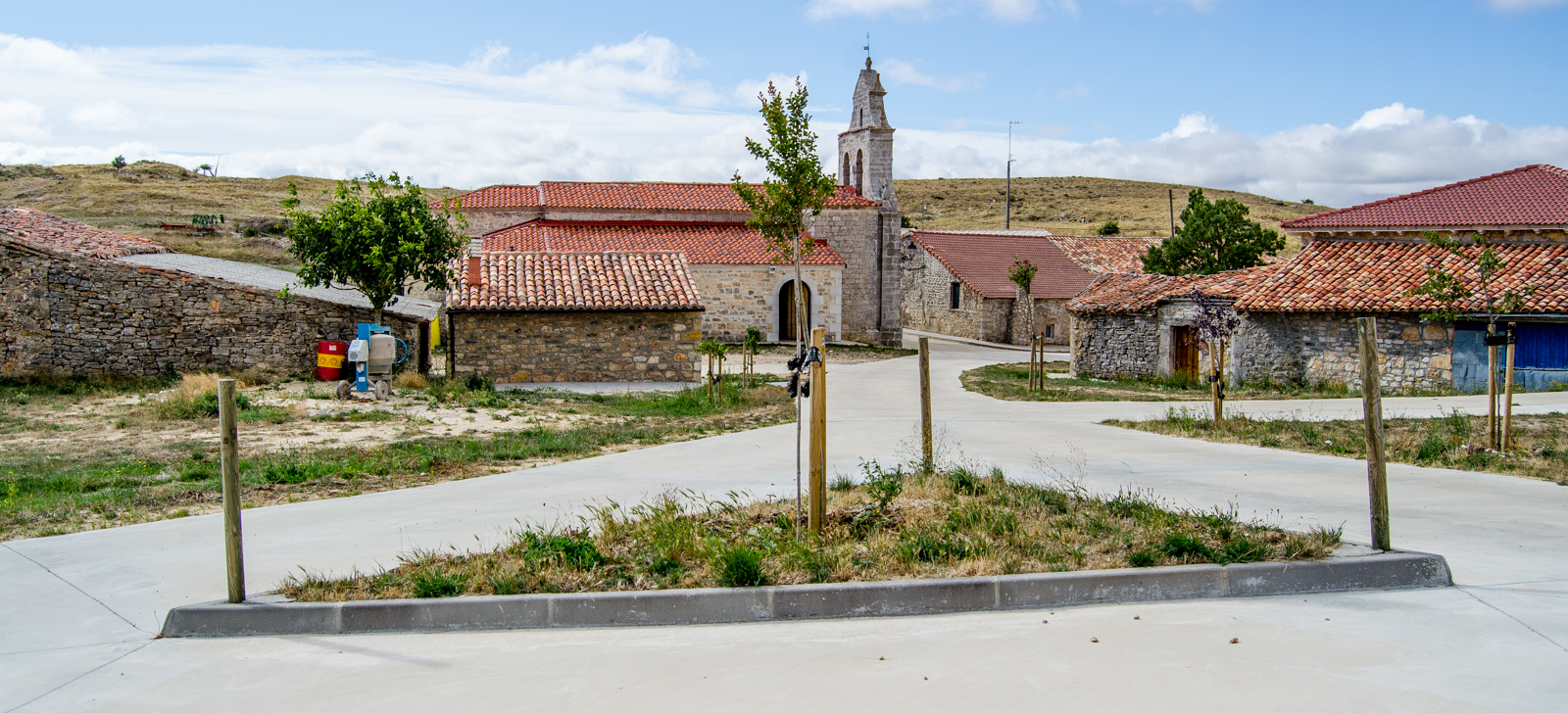
Encrucijada urbana. Al fondo, iglesia de San Millán Abad.

Yacimiento de El CastilloB. Osaba apunta la existencia de una fortaleza, cuyo señor era en el siglo XVI D. Antonio de Sarmiento. Por su parte I. Cadiñanos señala que en el siglo XIV la torre pertenecía a la familia Delgadillo, pasando a control de los Salazar a finales del siglo XV. Según un informe de 1774 el castillo estaba sin teja ni madera y la mayor parte de él arruinado. El yacimiento se sitúa en la parte superior de un gran farallón de calizas. Se ubica en un lugar altamente estratégico, con fácil defensa y elevado control visual en dirección sur sobre el curso de río Bustillo. El enclave se identifica por el microrelieve en forma de tell que conforman los restos constructivos, localizados en la parte más elevada del relieve. La edificación presenta planta cuadrangular de la que se conserva parte del alzado del muro Norte, elaborado en sillarejo y aparejo irregular de caliza unido a hueso. Se observan los derrumbes del resto de la estructura, en cuyo entorno se identifican tejas y bloques de caliza. Además, en la zona Sur y Oeste se aprecia una línea de foso junto a la que se documenta un derrumbe perteneciente a otra línea defensiva.

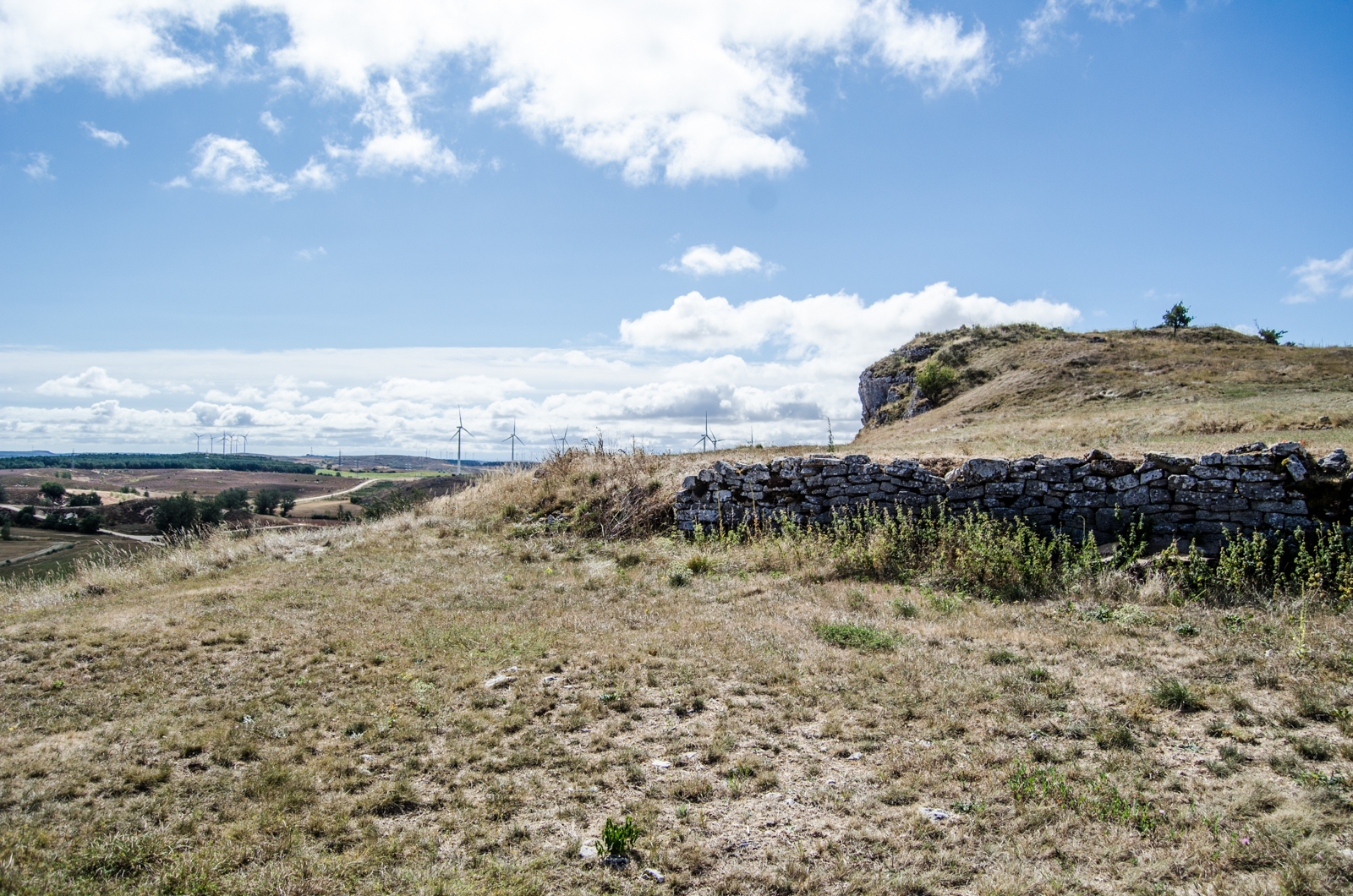
Loma del El Castillo.

Castro de El PerulEl Perul es un baluarte que controla la entrada Este hacia la zona de Las Loras, localizado en un punto estratégico de control sobre las vías naturales de los ríos Brullés y Urbel. B. Castillo aporta información sobre los restos estructurales actualmente visibles. Dentro del recinto amurallado se documenta un túmulo. Los materiales arqueológicos existentes en superficie son muy escasos.
Asentamiento de San Mamés IEste asentamiento, posible de la Edad del Hierro, tiene una clara relación con el castro de El Perul, localizado en la cima de este relieve.
Asentamiento de San Mamés IIG. Martínez Díez señala a través de fuentes orales la existencia de un despoblado. Localiza un cementerio en el pago de San Mamés, y señala que el terreno colindante recibe el nombre de los Casares. A unos 200 metros al Suroeste existe una fuente con fábrica de piedra.
Enclave contemporáneo de La Horquilla
Conjunto urbanoFundamentalmente edificado en piedra, parte de ella piedra seca o piedra seca mixta con barro. Incluye un arco de piedra perteneciente a la puerta de la antigua casa rectoral, ubicada donde estaba la casa.

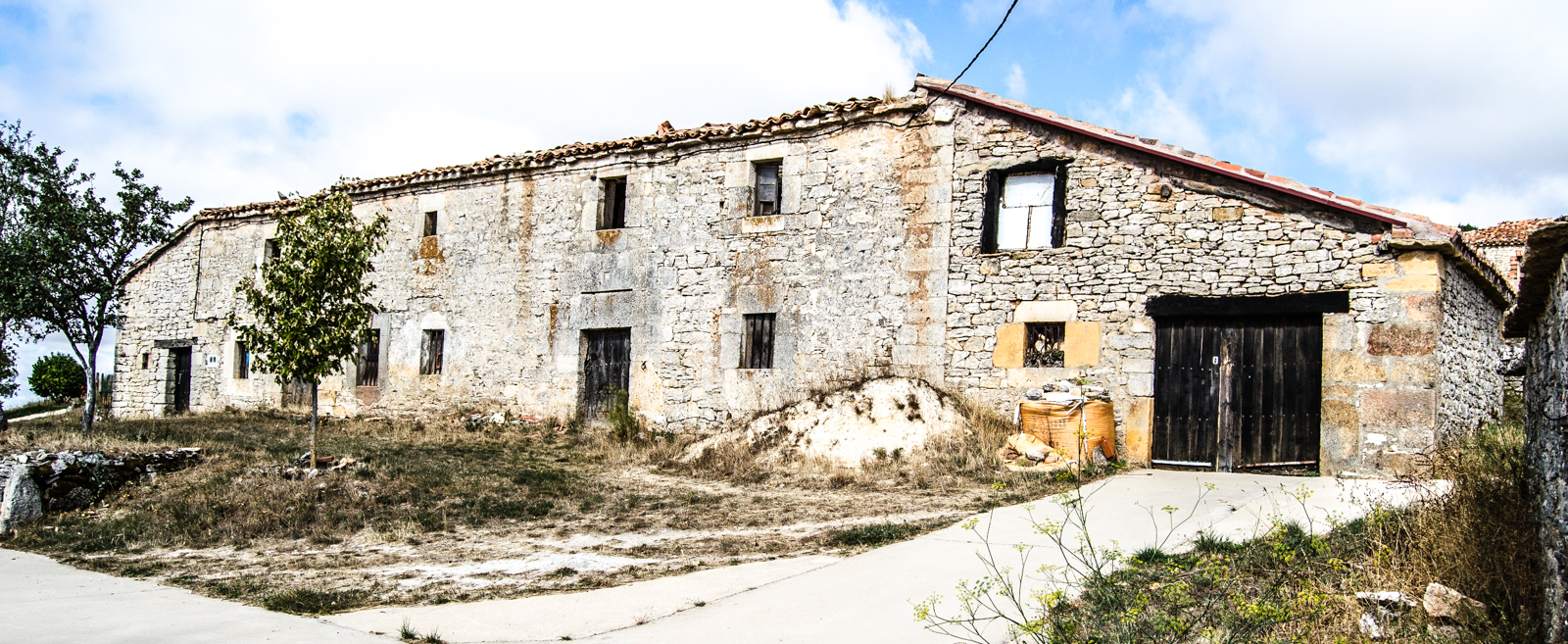
Conjunto urbano
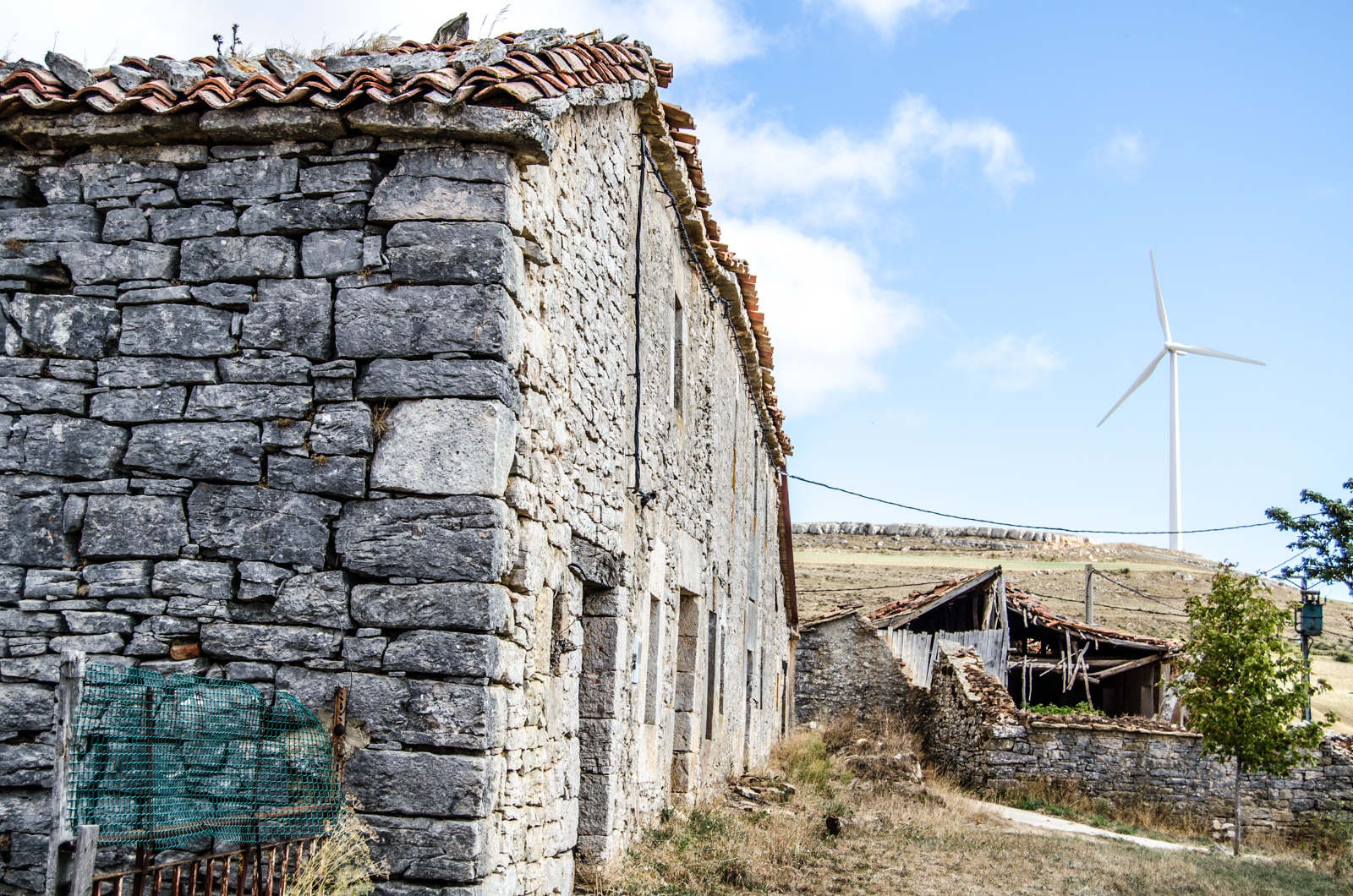
Conjunto urbano
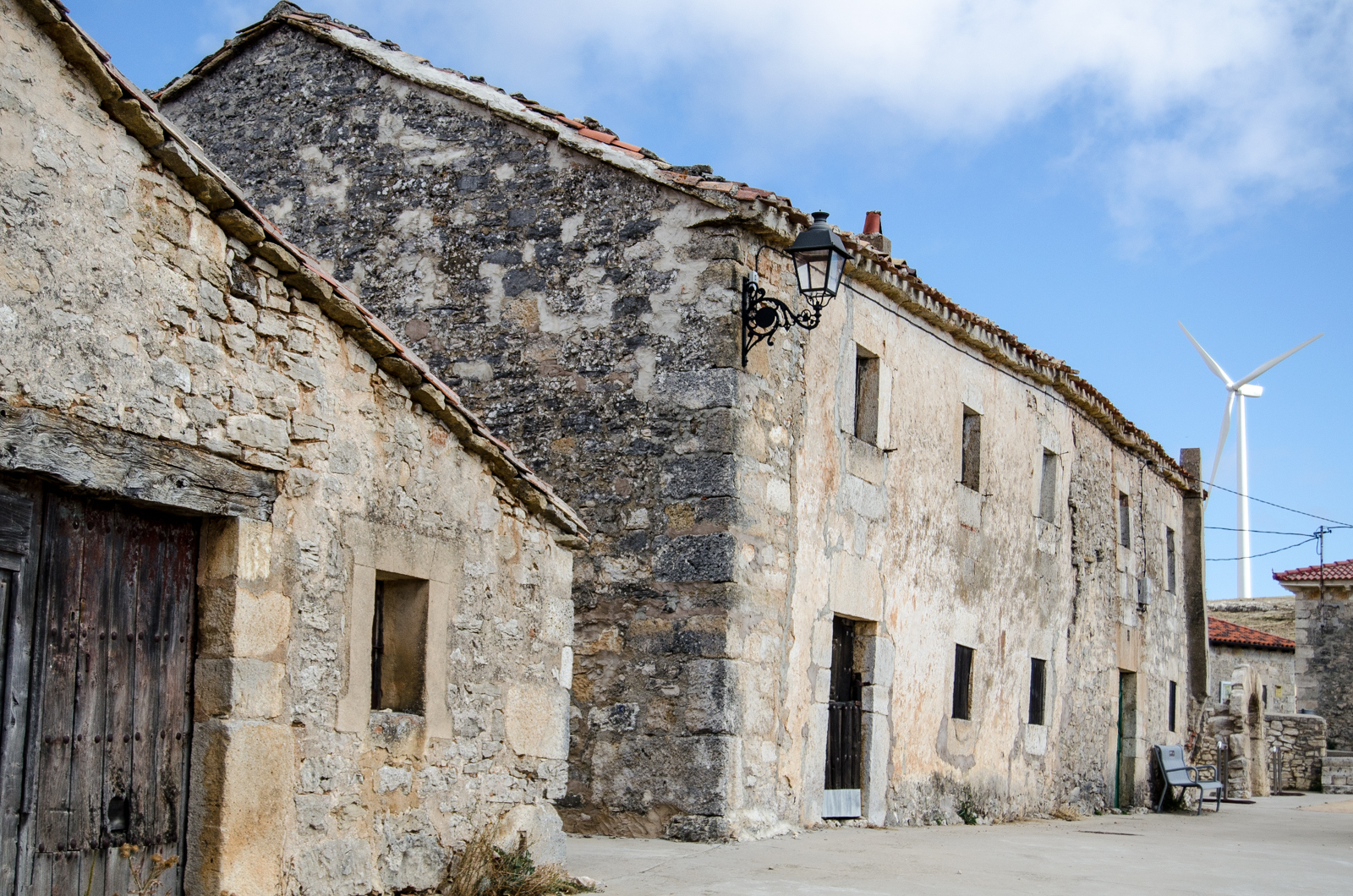
Conjunto urbano
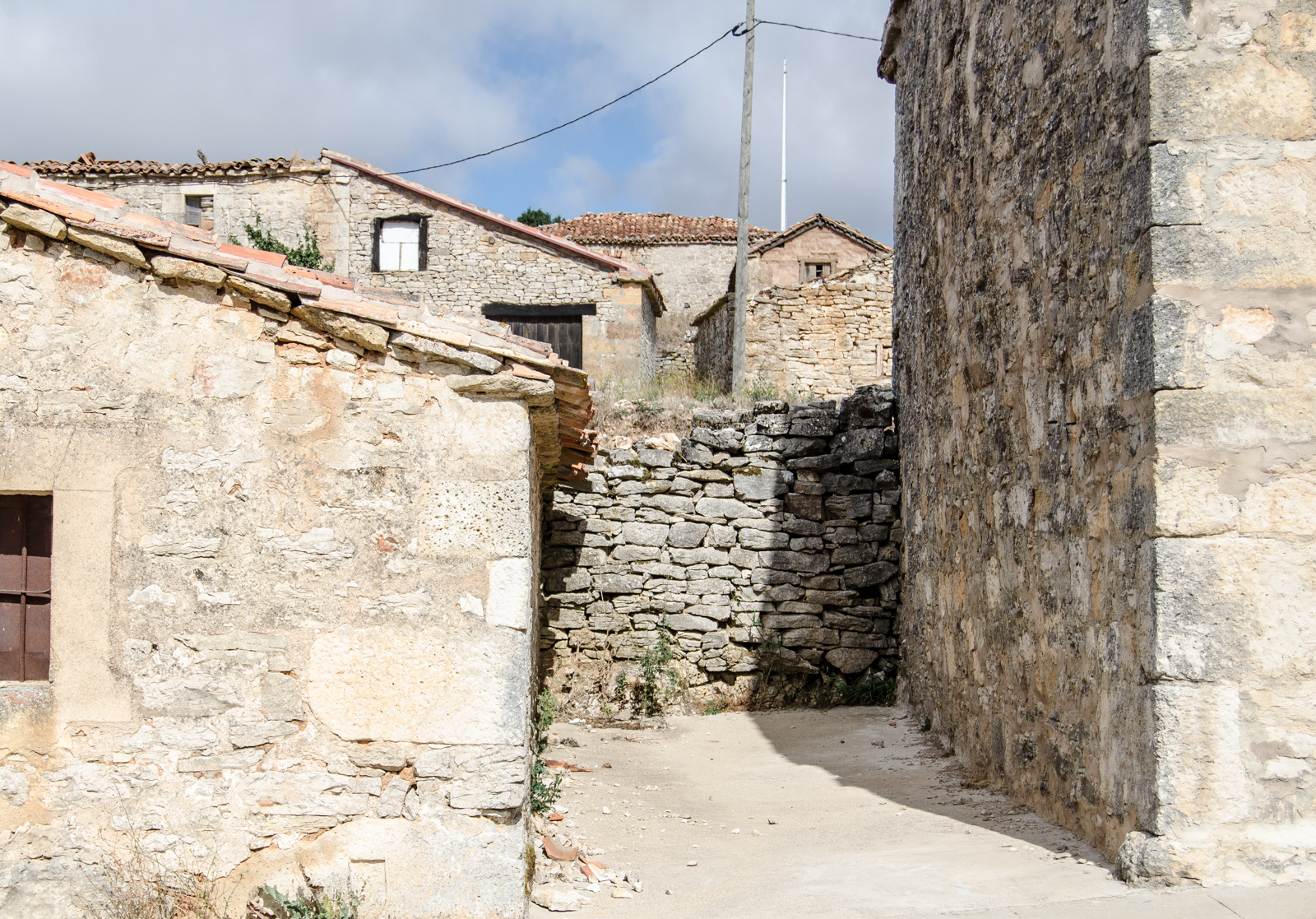
Conjunto urbano

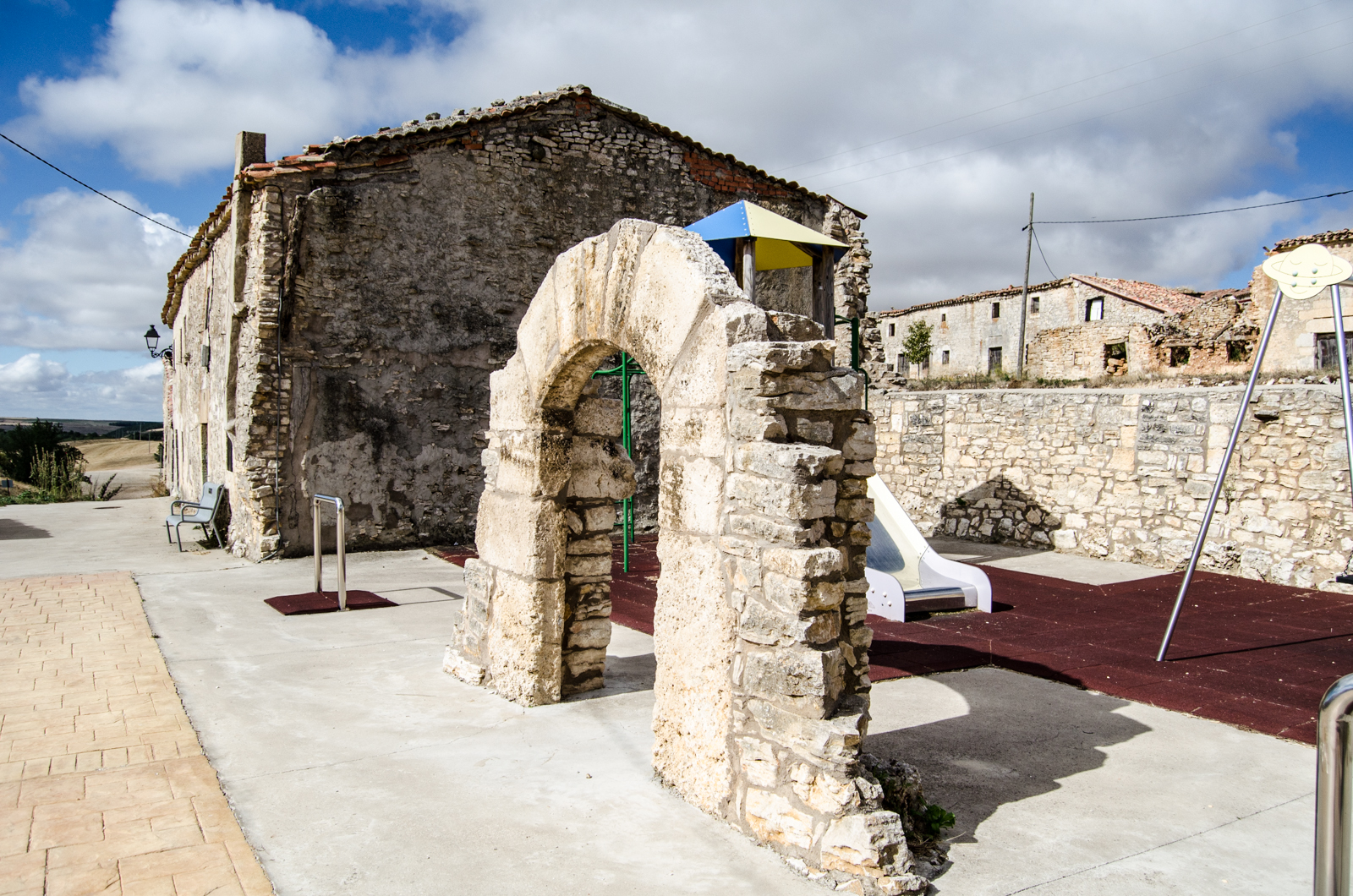
Portada de la casa rectoral
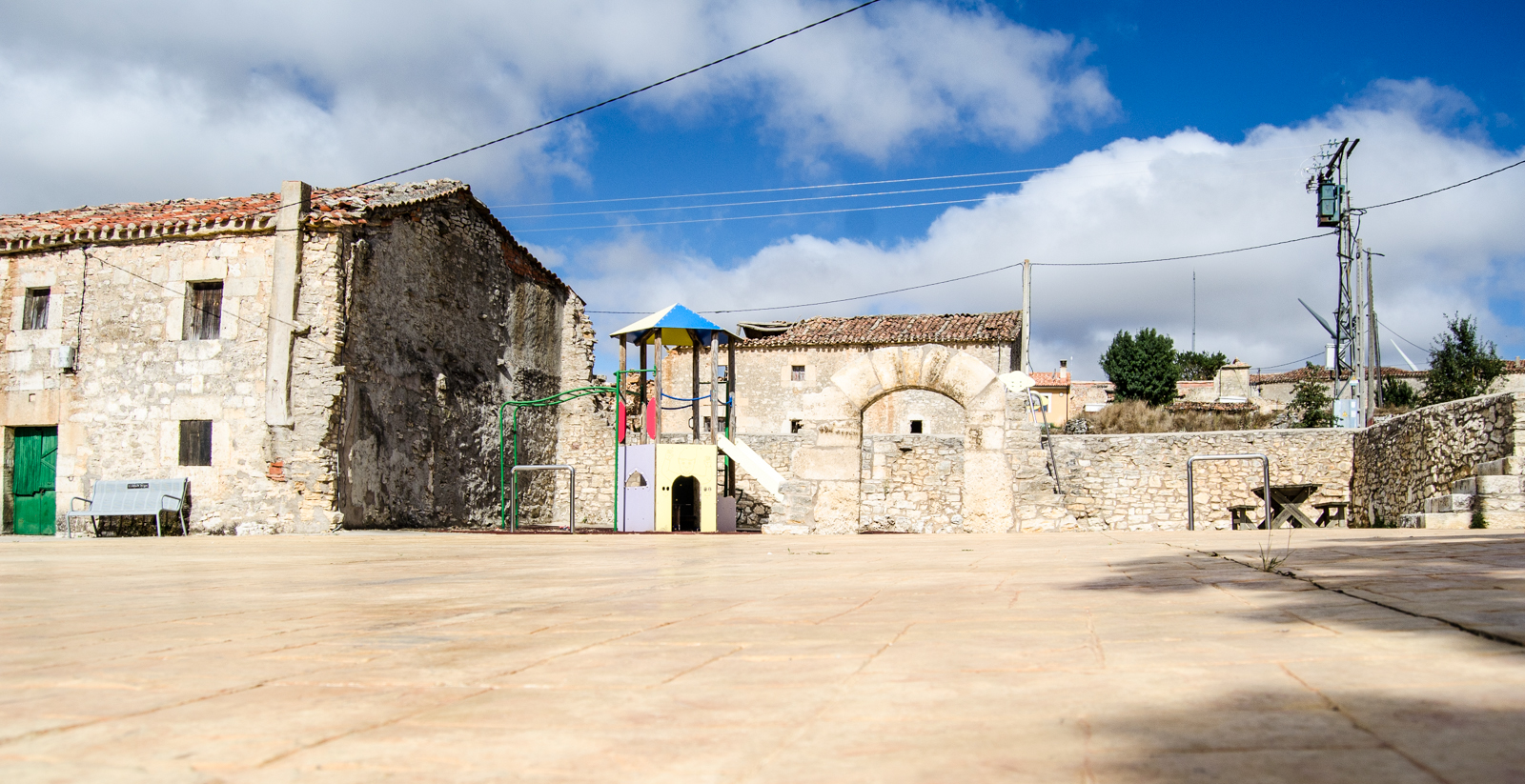
Conjunto urbano
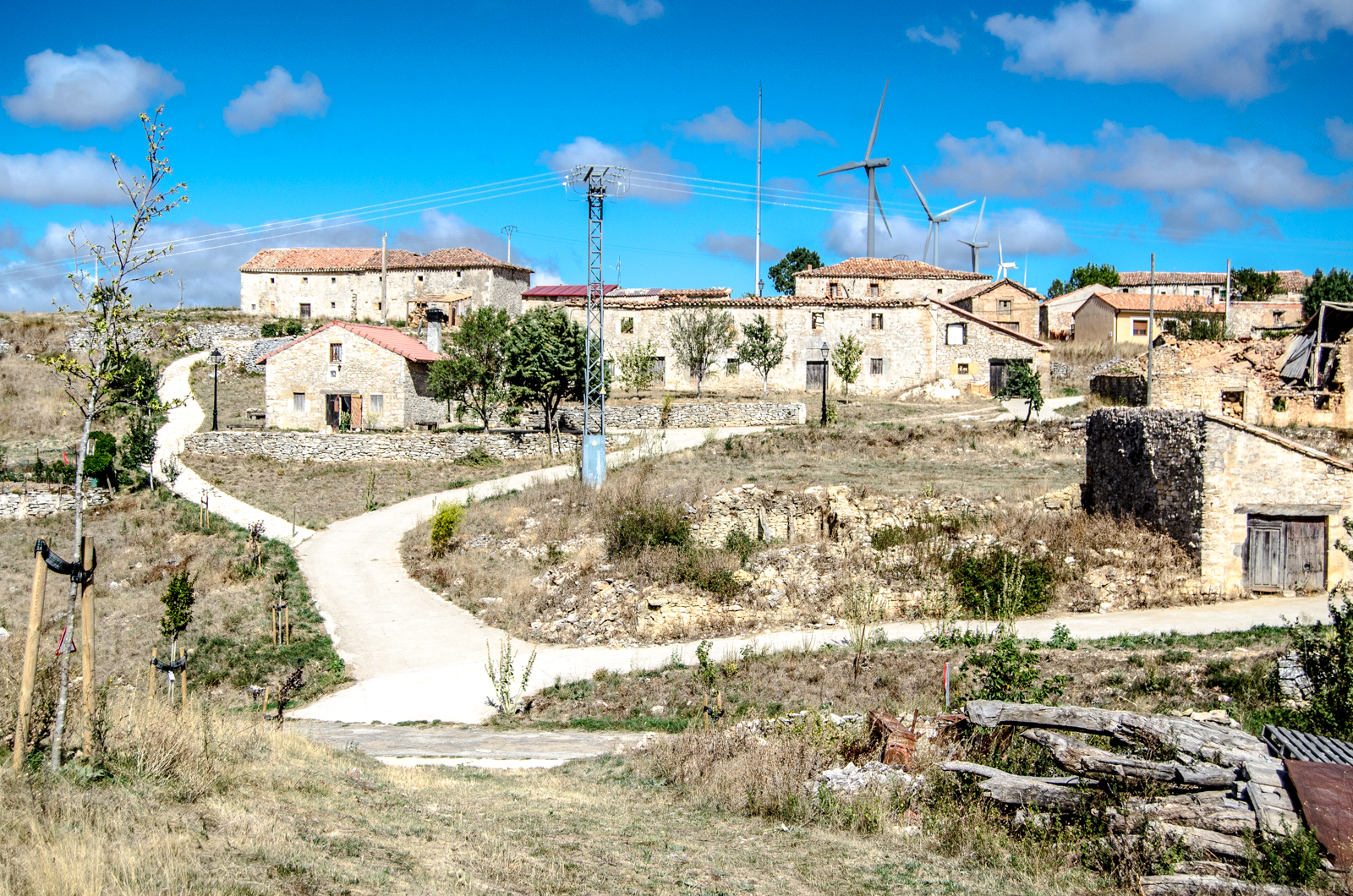
Conjunto urbano
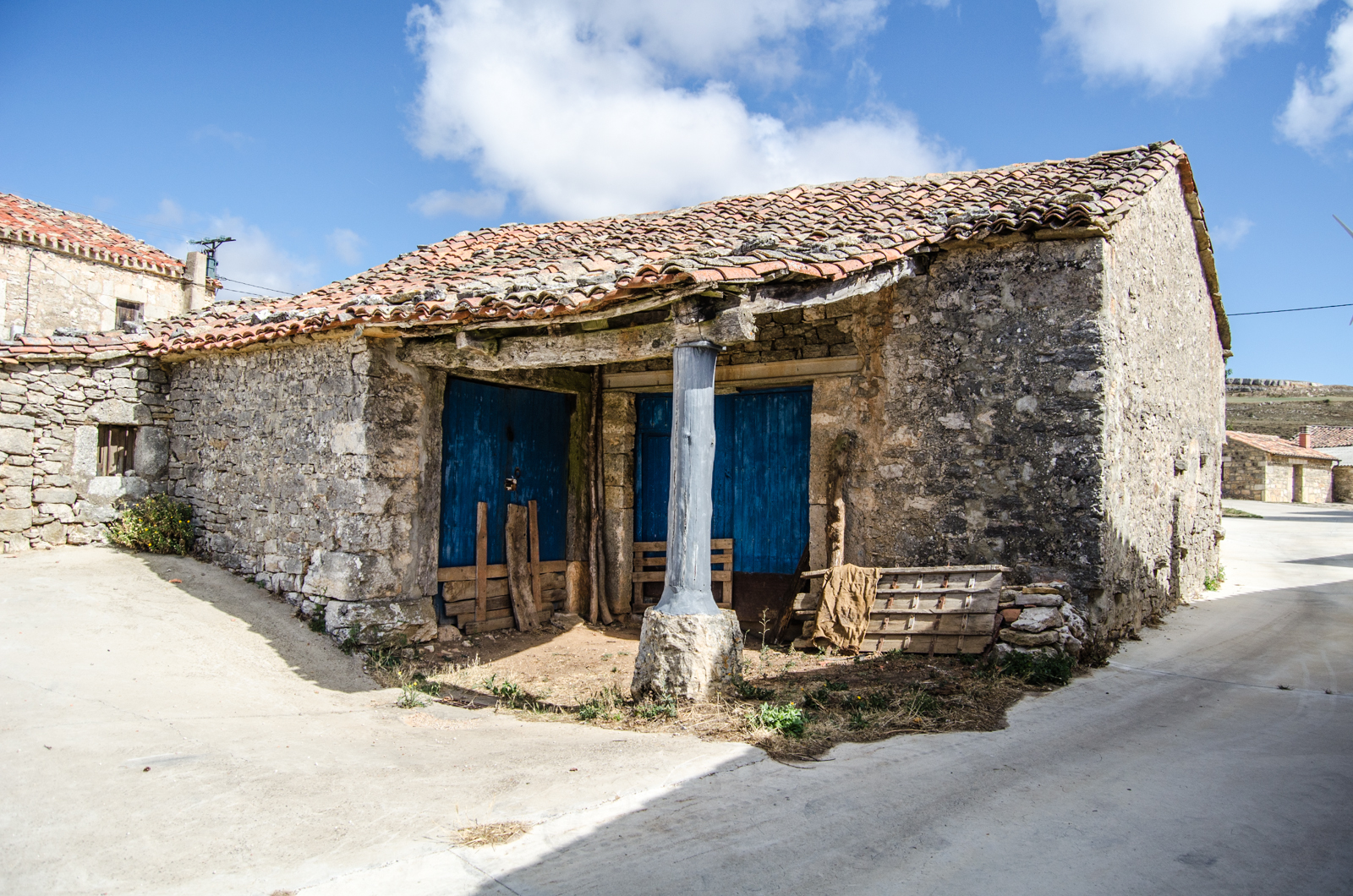
Conjunto urbano
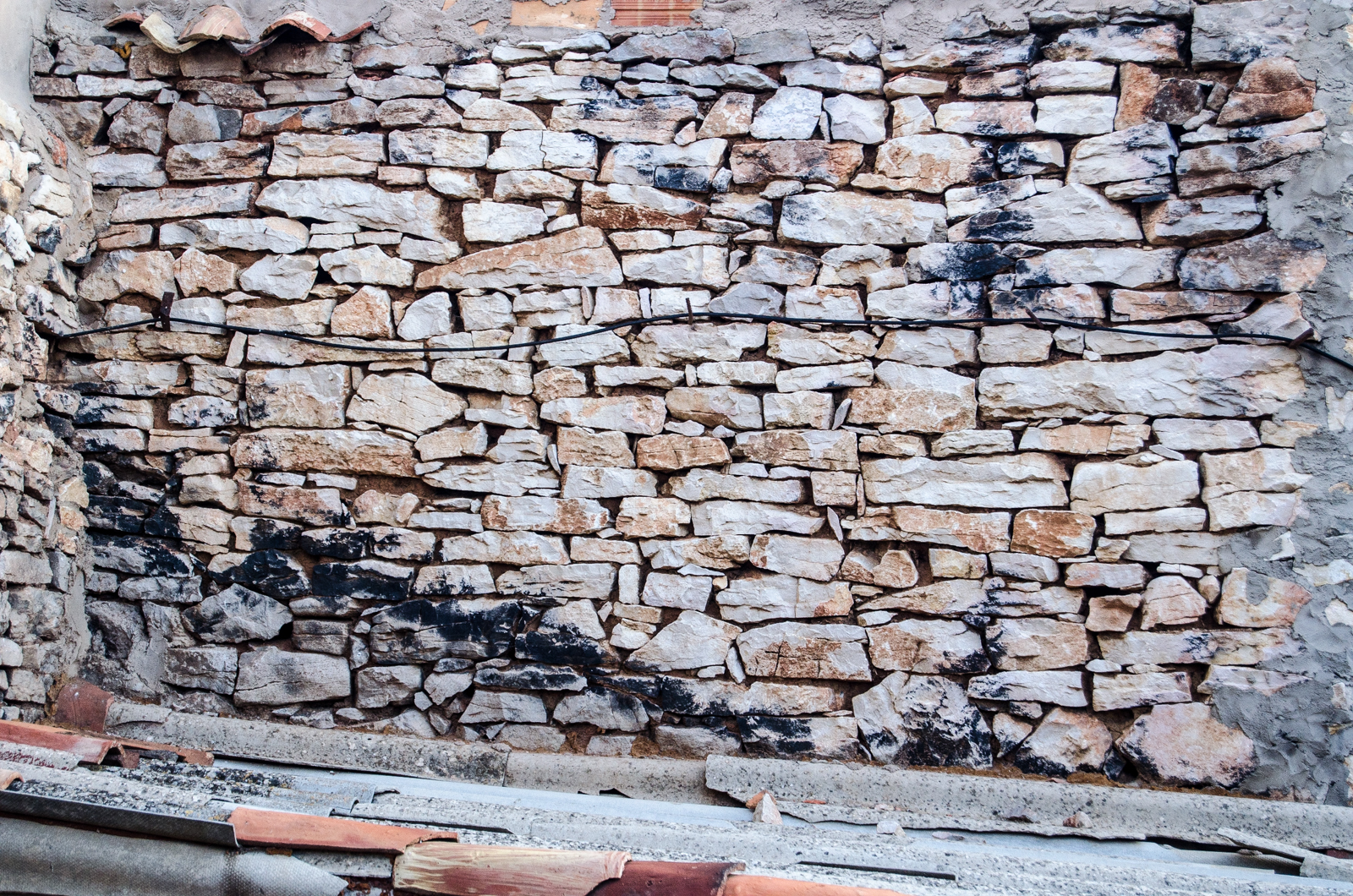

Abrevadero y lavadero
- Abrevadero
- Lavadero

## Demografía

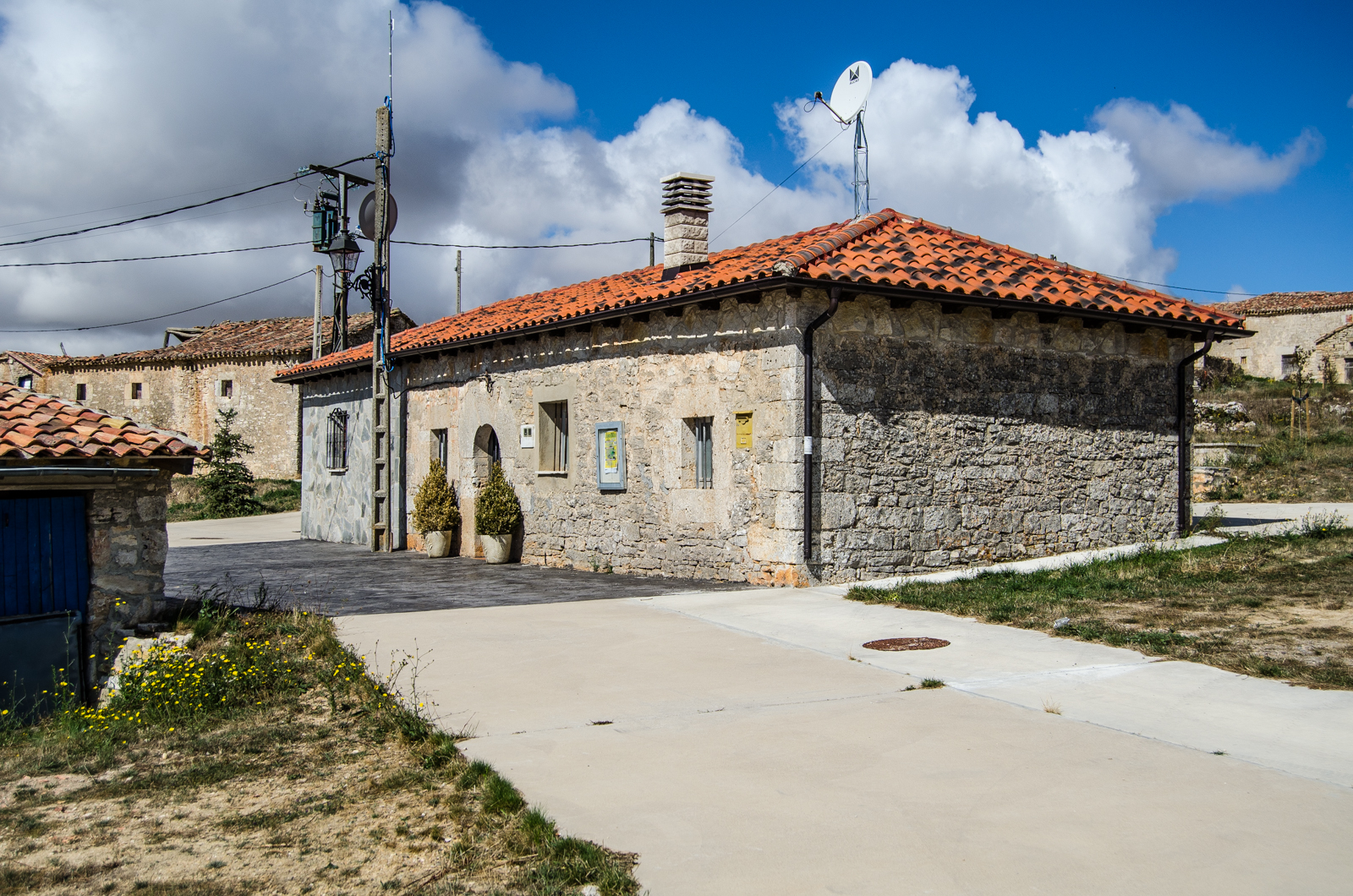
Local de servicios múltiples.

| Gráfica de evolución demográfica de Acedillo entre 1842 y 1970 |
| |
| Población de derecho según los censos de población del INE. Población de hecho según los censos de población del INE.Entre el censo de 1857 y el anterior, crece el término del municipio porque incorpora a Bustillo del Páramo y Hormazuela. Entre el censo de 1981 y el anterior, este municipio desaparece porque se integra en el municipio Villadiego. |

| 1842 |  | 1857 |  | 1860 |  | 1877 |  | 1887 |  | 1897 |  | 1900 |  | 1910 |  | 1920 |  | 1930 |  | 1940 |  | 1950 |  | 1960 |  | 1970 |  | 2012 |
| ---- |  | ---- |  | ---- |  | ---- |  | ---- |  | ---- |  | ---- |  | ---- |  | ---- |  | ---- |  | ---- |  | ---- |  | ---- |  | ---- |  | ---- |
| 56   |  | 402  |  | 403  |  | 334  |  | 296  |  | 283  |  | 270  |  | 252  |  | 231  |  | 232  |  | 246  |  | 251  |  | 185  |  | 81   |  | 12   |